# تروپی (بازیکن فوتبال)
تروپی (انگلیسی: Tropi؛ زادهٔ ۱۲ مهٔ ۱۹۹۵) بازیکن فوتبال اهل اسپانیا است.
از باشگاه‌هایی که در آن بازی کرده‌است می‌توان به باشگاه فوتبال والنسیا اشاره کرد.